# 幕阜山角蟾
幕阜山角蟾（学名：Boulenophrys mufumontana），一种于中华人民共和国湖南省岳阳市平江县幕阜山发现的两栖动物，隶属于角蟾科布角蟾属。

## 形态特征
幕阜山角蟾体型小，雄蟾体长30.1～30.8毫米，雌蟾体长36.3毫米左右。身体背部皮肤粗糙，呈棕色，眶间具有明显的不完全的深色三角形斑纹，躯干中心具痣粒组成的“V”形，“ /”形或“X”形肤棱。后肢有黑色横带。喉部和胸部表面灰褐色并有深褐色斑块。腹部表面灰白色，有乳白色和橙色斑点。四肢腹部表面粉红色，有白色斑点和淡黄色斑块。其种加词“mufumontana”意为“幕阜山的”。

## 保护
本种于2023年被收录入《有重要生态、科学、社会价值的陆生野生动物名录》。